# Heinrich Schmitz (Pfarrer, 1890)
Heinrich Schmitz (* 23. Juli 1890 in Duisburg; † 30. September 1968 in Wesel) war ein deutscher evangelischer Pfarrer, Mitglied der Bekennenden Kirche und Häftling im KZ Dachau.

## Leben

### Jugend, Lehre und Missionsdienst
Heinrich Schmitz wurde in Duisburg als Kind des Drahtwebers Heinrich Schmitz und seiner Frau Gertrud geb. Schacke geboren. Er wuchs überwiegend in Kinderheimen auf. Nach der Schulzeit absolvierte er eine Lehre als Schlosser.
Seit 1910 durchlief Schmitz die Missionarsausbildung bei der Rheinischen Mission. 1915–1916 verpflichtete er sich als freiwilliger Krankenpfleger und diente vom 18. September 1916 bis zum 24. Januar 1918 als Soldat. Am 23. April 1917 erlitt Schmitz eine Gasvergiftung und Verbrennungen des Rückens und wurde in der Folge als dienstunfähig eingestuft.
Nachdem die Tropenuntauglichkeit von Schmitz festgestellt worden war und somit eine Aussendung als Missionar nicht mehr in Betracht kam, legte er 1920 das Examen ab und wurde für den Gemeindedienst ordiniert. Zunächst wirkte Schmitz als Leiter der Stadtmission Erfurt. 1921 wurde er Hilfsprediger in Horrem bei Köln.

### Studium und erste Pfarrstelle in Alpen
Zum WS 1921/22 nahm Schmitz das Theologiestudium auf und bestand 1923 die „Prüfung pro ministerio“ (= 2. Examen). 1924 erfolgte die Ordination für den Kirchendienst. Vom 1. Januar 1924 bis zum 1. August 1924 war er Pfarrer im Hilfsdienst in Vohwinkel (heute zu Wuppertal) sowie vom 1. September 1923 bis zum 4. März 1925 in Barmen. Am 5. März 1925 wurde er Pfarrer in Alpen im Kirchenkreis Wesel.
Am 25. November 1925 heiratete er die Lehrerin Klara Kürten (* 1884) aus Sonnborn (heute zu Wuppertal). Am 15. Januar 1930 wurde die Tochter Gertrud geboren.

### Dienst in Bergneustadt und das Ringen um das dortige Pfarramt
Am 24. September 1934 wurde Schmitz als Pfarrer von Bergneustadt eingeführt. Hier geriet er seit 1937 durch seine Predigten, aber auch wegen des Einsammelns von Kollekten für die Bekennende Kirche in Konflikt mit der Gestapo. Am 23. Oktober 1937 wurde er aus der Rheinprovinz ausgewiesen und zugleich mit reichsweitem Redeverbot belegt. Zwar verließ er die Stadt, übernachtete aber in einem Hotel in Wegeringhausen, das bereits im Regierungsbezirk Arnsberg in der Provinz Westfalen  lag, aber nur acht Kilometer von der evangelischen Kirche in Bergneustadt entfernt war. Er kehrte am nächsten Tag zurück, um in seiner Gemeinde nochmals zu predigen. Daraufhin wurde er für einige Zeit in Gummersbach, anschließend in Köln in „Schutzhaft“ genommen. Als er wieder freikam, fand er beim Meinerzhagener Pfarrer Rudolf Schmidt Quartier und lebte wiederum im Regierungsbezirk Arnsberg. Immer wieder begab er sich zum Predigtdienst ins 15 km entfernte Bergneustadt.
Als die Gestapo Schmitz’ Aufenthaltsverbot auch auf den Regierungsbezirk Arnsberg erweiterte, wich er nach Bethel aus. Dort lebte er bei den Schwiegereltern eines Heidelberger Pfarrers der Bekennenden Kirche, hielt Bibelstunden und Predigten. Sein Weg führte ihn nach Hermannsburg, er versah Pfarrdienst in ostpreußischen Gemeinden und wurde schließlich aus Schlesien angefordert. Den Dienst in Ostpreußen brach er schließlich ab, um Einfluss auf Bergneustadt zu behalten, wo Frau und Tochter weiterhin lebten. Aus demselben Grund lehnte er auch die Anfrage aus Schlesien ab.
Schließlich beschäftigte ihn die Lippische Landeskirche in Augustdorf. Dort hatte der Kirchenvorstand die Kirchenleitung gebeten, nach dem Weggang des bisherigen Stelleninhabers mit der Verwaltung der Pfarrstellen Schmitz zu beauftragen, der zu der Zeit auf den Höfen der Hermannsheide Dienst tat. Auch in dieser Gemeinde hielt er an seinen bekenntnisgebundenen Predigten fest, wodurch er verschiedentlich mit Nationalsozialisten zusammenstieß.
Am 1. April 1943 wurde er in den Wartestand versetzt, sein Einspruch am 3. April abgelehnt. Die Versetzung war seitens der Geheimen Staatspolizei die Voraussetzung für die Aufhebung des Aufenthaltsverbotes in der Rheinprovinz. Nunmehr durfte er sich wieder im ganzen Reichsgebiet aufhalten – mit Ausnahme von Bergneustadt. Anschließend wurde er der Kirchengemeinde Wesel zugewiesen, um in Obrighoven die Pfarrstelle kommissarisch zu verwalten. – Bis dahin lebten Schmitz’ Frau und Tochter weiterhin in Bergneustadt.
Werner Koppen, Nachfolger von Schmitz auf der Bergneustädter Pfarrstelle, versprach ihm, die Pfarrstelle freizumachen, sobald er wieder nach Bergneustadt zurückkehren dürfe. Das Presbyterium hatte daran aber kein Interesse mehr und verpflichtete Schmitz, alle Räume im Pfarrhaus, in denen er noch mit Billigung seines Amtsnachfolgers Möbel lagerte, bis zum 1. April 1944 zu räumen.
Schmitz machte es auch in Wesel den Menschen nicht leicht. „Was sein Unglück in Bergneustadt war, worunter die Gemeinde Bergneustadt geseufzt und gelitten hat, das wurde auch für Wesel zum Seufzen und Leiden“. Am 16. Juni 1944 wurde er nach einer Beerdigungsansprache verhaftet, ins Gefängnis nach Emmerich gebracht, später folgten Wesel, Ratingen und Düsseldorf.
Am 6. Dezember 1944 wurde er in das KZ Dachau deportiert und erhielt dort die Häftlingsnummer 135009. Als sich die US-amerikanischen Truppen Dachau näherten, wurde Schmitz am 26. April 1945 zusammen mit 54 weiteren Geistlichen des „Pfarrer-Blocks“ auf einen Todesmarsch in Richtung „Alpenfestung“ geschickt. Am 27. April 1945 wurden er und die anderen Pfarrer durch die Jesuitenpatres Otto Pies und Franz Kreis befreit. Die Chronik der evangelisch-reformierten Kirchengemeinde Augustdorf berichtet davon:

„Als dann gegen Ende des Krieges, wie an anderen Orten, Pastor Schmitz mit den anderen Insassen des Lagers in Marsch gesetzt wurde, wäre auch er wie jeder der KZ-Insassen, die nicht mehr weiter gehen konnten, erschossen worden. Mitleidende, die noch stärker waren, haben ihn beim Marschieren gestützt. Darunter auch ein katholischer Pfarrer, mit dem er, wie er mir erzählte, als er mich besuchte, dann sehr befreundet war. Plötzlich kam ein LKW und hielt bei dem Elendszug der KZ-Insassen an. Ein Offizier steigt aus und fragt den Leiter des Wachpersonals der KZ-Leute: ‚Wohin wollen Sie mit diesen Leuten?‘ Als der Leiter das Ziel angibt, sagt der Offizier: ‚Ich habe den Befehl, diese Leute abzutransportieren.‘ Die Plane des LKW wird hochgehoben, und die KZ-Insassen müssen sich oben hinsetzen. Der LKW wird wieder mit der Plane verschlossen und fährt ab.
Die Männer unter der Plane denken: Jetzt kommt unser Ende. Doch nach einer Weile hält der LKW. Die Plane wird hochgehoben, und der Offizier sagt freundlich: ‚Steigen Sie bitte jetzt ab.‘ Erstaunt schauen sich die Männer um und sehen sich in einem Hof von Gebäuden umgeben. […] Der ‚Offizier‘, der kein Offizier war, hatte sie in ein Kloster transportiert. Um die KZ-Gefangenen zu retten, hatte er sich mutig als Offizier verkleidet.“

Schmitz’ Beschäftigungsauftrag in Wesel endete am 1. September 1945. Nun kämpfte er wieder intensiv um Bergneustadt. Bei einer Missionskonferenz in Nümbrecht im Juli 1945 hörte Koppen von einem Missionar, der sonntags zuvor in Wesel gepredigt hatte, dass Schmitz nach Bergneustadt zurückkehren werde, da er dort rechtmäßig Pfarrer sei. Am 10. August 1945 teilte der Kirchmeister in der Presbyteriumssitzung mit, dass Schmitz am 12. August 1945 auf der Kanzel in Bergneustadt stehen wolle. Das Presbyterium verweigerte ihm dies ausdrücklich. In der Sitzung am folgenden Tag stellte das Presbyterium fest, dass Schmitz im Gottesdienst gepredigt habe und anschließend bei einer Gemeindeversammlung über die Zeit im KZ Dachau gesprochen habe. Tags darauf fuhr eine Delegation des Presbyteriums nach Düsseldorf. Prof. Schmitz vom Johanneum wurde als Vermittler nach Bergneustadt beordert. Bei einer Probeabstimmung unter der Gottesdienstgemeinde votieren 17 für Schmitz, die große Mehrheit aber für Koppen.
Am 9. September 1945 predigte Schmitz erneut in Bergneustadt. Etliche Gemeindeglieder, die erfahren hatten, dass Schmitz predigen würde, kehrten auf dem Weg zur Kirche um oder verließen diese wieder. In einem scharfen Brief forderte das Presbyterium die Kirchenleitung auf, Schmitz jeden Dienst in Bergneustadt zu untersagen. Besonders erzürnt hätten die Kirchengemeinde zwei Dinge. Zum einen sei das eigenmächtige, selbstherrliche Vorgehen Schmitz’ zu nennen. Zum anderen gehe es darum, dass Schmitz politische (sozialdemokratische) Entscheidungsträger um Hilfe gebeten habe, und das nach den Erfahrungen des nicht einmal ein halbes Jahr zurückliegenden Kirchenkampfes.
Im Interesse der Gemeinde wurde Schmitz der Weg nach Bergneustadt untersagt. Koppen ging im Dezember 1945 nach Nümbrecht. Als neuer Pfarrer von Bergneustadt wurde am 13. Januar 1946 Klaus Lohmann eingeführt.
Schmitz’ Einspruch gegen das Verfahren wurde von der Berufungsinstanz am 3. Oktober 1945 in Bethel verhandelt und abgelehnt. Sein Vorwurf einer „Hungerblockade“ wurde zurückgewiesen. In den folgenden Jahren ist noch von manchem Gift in Bergneustadt die Rede. So sei er „ein Grobschmied“ gewesen, weswegen man mit ihm nicht habe umgehen können.

### Als Pfarrer in Obrighoven und die Zeit des Ruhestands
Erst 1949 gelang es Schmitz, wieder eine Pfarrstelle zu finden. Er wurde in Wesel gewählt und am 13. März 1949 in Wesel IV (Obrighoven) als Pfarrer an der Kirche am Lauerhaas eingeführt. In seiner Weseler Zeit erwarb er sich besondere Verdienste im Zusammenhang mit dem Wiederaufbau des im Zweiten Weltkrieg zerstörten Willibrordi-Doms, in dem er den Willibrordi-Dombauverein mitgründete. 
1955 starb seine Frau. 1960 trat er in den Ruhestand, versah aber noch einige Beschäftigungsaufträge.
Schmitz starb am 30. September 1968 und wurde in Obrighoven (heute ein Stadtteil von Wesel) beigesetzt.

## Ehrungen
- In seinem letzten Wohnort Wesel wurde der Geistliche mit einer „Pastor-Schmitz-Straße“ geehrt.